# Rotglà i Corberà (kommun i Spanien)
Rotglà i Corberà är en kommun i Spanien.   Den ligger i provinsen Província de València och regionen Valencia, i den östra delen av landet, 300 km sydost om huvudstaden Madrid. Antalet invånare är 1 194. Arean är 6,2 kvadratkilometer. Rotglà i Corberà gränsar till La Granja de la Costera, Llanera de Ranes, Llosa de Ranes, Sellent, Vallés och Xàtiva. 
Terrängen i Rotglà i Corberà är platt.